# Mubárak el-Kabír kormányzóság

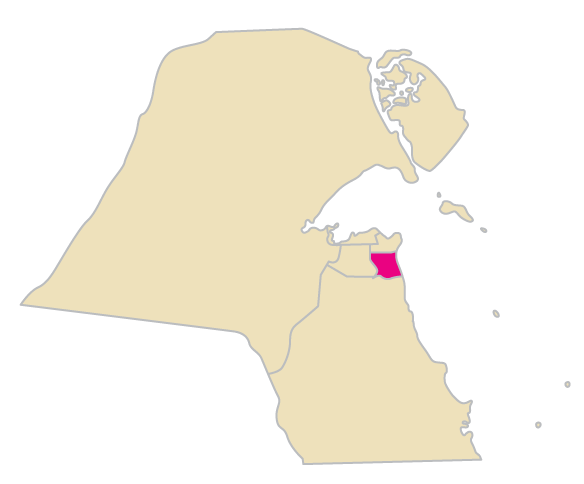
Mubárak al-Kabír kormányzóság elhelyezkedése Kuvaiton belül

Mubárak al-Kabír kormányzóság (arab betűkkel محافظة مبارك الكبير [Muḥāfaẓat Mubārak al-Kabīr]) Kuvait hat kormányzóságának egyike az ország keleti részén. Északon Havalli, keleten a Perzsa-öböl, délen Ahmadi, nyugaton pedig Farvánijja kormányzóság határolja. Területe 104 km², népessége a 2008-as adatok szerint 210 475 fő. Kormányzója Ali al-Abdalláh asz-Szálim asz-Szabáh.
1990-ben az iraki bevonulás után a kormányzóságot megszüntették és az új iraki tartomány, a kuvaiti kormányzóság alá rendelték. Észak-Kuvait a bászrai kormányzóság része lett. A terület csak az öbölháború végén szabadult fel.

## Fordítás
Ez a szócikk részben vagy egészben  a(z)   محافظات الكويت című arab Wikipédia-szócikk ezen változatának fordításán alapul.  Az eredeti cikk szerkesztőit annak laptörténete sorolja fel. Ez a jelzés csupán a megfogalmazás eredetét és a szerzői jogokat jelzi, nem szolgál a cikkben szereplő információk forrásmegjelöléseként.